# Фронт исламског спаса
Фронт исламског спаса (арап. الجبهة الإسلامية للإنقاذ al-Jabhah al-Islāmiyah lil-Inqādh) (фр. Front Islamique du Salut) је забрањена исламистичка политичка странка у Алжиру.
Основана је 18. фебруара 1989. у граду Алжиру, недуго након што су амандмани на алжирски устав увели вишестраначку демократију, односно укинули политички монопол тада владајуће социјалистичке ФЛН.
ФИС је, користећи дубоко незадовољство акумулирано вишедеценискком владавином ФЛН-а, као и пад животног стандарда изазван падом цена нафте 1980-их, врло брзо стекао изузетну популарност те доживео тријумф на локалним изборима 12. јуна 1990. године.
Дана 26. децембра 1991. је освојила највећи број места у првом кругу првих вишестраначких избора за алжирску Националну скупштину, учланивши извесним њено преузимање власти након другог круга. На то је интервенисала војска извршивши пуч и 11. јануара 1992. доневши одлуку о прекиду изборног процеса. Проглашено је ванредно стање, а ФИС је службено стављена ван закона 4. марта 1992.
То је био повод да многи од ФИС-ових активиста широм земље започну оружане акције са циљем обарања режима. ФИС је тај покрет подржао тек 1993, а 1994. године је основало и службено оружано крило странке познато као Армија исламског спаса (АИС).
ФИС је од 1994. године покушавао да преговара са владом о проналажењу компромиса којим би се завршио грађански рат. Од 1995. година се странка морала борити не само против владе него и против супарничке организације Наоружана исламска група (ГИА).
Ти сукоби су временом изазвали све више жртава међу цивилним становништвом, па је АИС 21. септембра 199. године прогласио једнострано примирје а 1999. године се распустио.
Иако су неки од ФИС-ових вођа пуштени, сама странка је до данашњег дана остала забрањена.